# Тринадцять місяців
«Тринадцять місяців» (рос. «Тринадцать месяцев») — фільм українського кінорежисера Іллі Ноябрьова.

## Сюжет
Процвітаючий бізнесмен Гліб Рязанов несподівано усвідомлює, що витратив найкращі роки на те, щоб стати «потрібним кадром». Навіть його родинне життя ніщо інше, як вигідна операція. У відчайдушній спробі почати життя з чистого аркуша Гліб йде з дому, потрапляючи в запаморочливий світ містики і криміналу, дружби і любові. Але вийти із замкнутого круга виявляється дуже не просто.

## Актори
- Гоша Куценко — Гліб Рязанов
- Євген Гришковець — Штейн
- Марія Міронова — Наталя
- Світлана Немоляєва — Раіса Микитічна
- Ольга Олексій — Світлана
- Володимир Шевельков — Сергій
- Катерина Кістень — секретар суду
- Катерина Савєнкова — Саша
- Ірина Новак — слідчий
- Людмила Полякова — Марія Миколаївна
- Олександр Лазарєв — Микола Миколайович
- Олександр Бондаренко — В'ячеслав Борисович
- Арсен Джамгуров — Міша
- Ілля Ноябрьов — Лісічкін

## Нагороди
- Фестиваль «Кіно-Ялта 2008». Виконавець головної ролі, актор Гоша Куценко отримав приз — «Золоте яблуко» — за найкращу чоловічу роль.